# Xa lộ Liên tiểu bang 91
Xa lộ Liên tiểu bang 91 (tiếng Anh: Interstate 91 hay viết tắt là I-91) là một xa lộ liên tiểu bang trong vùng Tân Anh của Hoa Kỳ. Nó cung cấp con đường chính yếu bắc-nam tại phần phía tây của vùng Tân Anh. Điểm đầu phía nam của xa lộ nằm trong thành phố New Haven, Connecticut tại điểm gặp nhau với Xa lộ Liên tiểu bang 95; điểm đầu phía bắc của nó nằm tại Derby Line, Vermont, một ngôi làng trong thị trấn Derby ở biên giới Canada, nơi nó được tiếp nối bởi Xa lộ Quebec 55. I-91 là xa lộ liên tiểu bang dài nhất trong số 3 xa lộ liên tiểu bang có toàn tuyến đường nằm bên trong các tiểu bang Tân Anh. Nó cũng là xa lộ liên tiểu bang chính yếu (2-chữ số) duy nhất trong vùng Tân Anh giao cắt hết tất cả năm xa lộ liên tiểu bang chính yếu khác chạy qua vùng này. Các thành phố lớn nhất dọc theo con đường của nó là Springfield, Massachusetts, Hartford, Connecticut, và New Haven, Connecticut theo thứ tự từ bắc xuống nam.
Xa lộ Liên tiểu bang 91 dài 290 dặm (470 km) và chạy gần như theo hướng thẳng bắc-nam: 58 dặm (93 km) trong tiểu bang Connecticut; 55 dặm (89 km) trong tiểu bang Massachusetts; và 177 dặm (285 km) trong tiểu bang Vermont. I-91 chạy song song với Quốc lộ Hoa Kỳ 5 trên toàn bộ chiều dài của nó. Nhiều lối ra dọc theo con đường của nó cung cấp các lối trực tiếp và  gián tiếp đến Quốc lộ 5.
Phần lớn chiều dài của Xa lộ Liên tiểu bang 91 đi men theo Sông Connecticut từ thành phố Hartford, Connecticut về phía bắc đến St. Johnsbury, Vermont.

## Mô tả xa lộ
|               | dặm  | km   |
| ------------- | ---- | ---- |
| Connecticut   | 57,6 | 92,7 |
| Massachusetts | 54,9 | 88,4 |
| Vermont       | 177  | 285  |
| Tổng số       | 290  | 467  |

### Connecticut

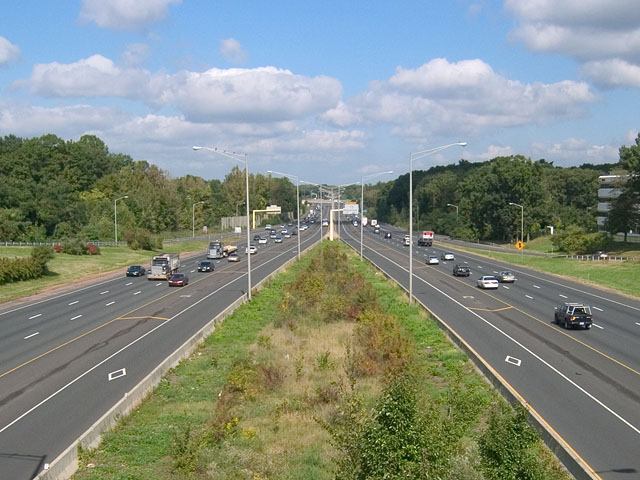
I-91 có làn xe dành cho xe chở nhiều người (HOV Lane) nằm ngay hai bên dải phân cách trên đoạn đường giữa thành phố Hartford và thành phố Windsor

Xa lộ Liên tiểu bang 91 là hành lang giao thông then chốt bắc-nam ở vùng trung tâm tiểu bang. Nó là con đường chính giữa các thành phố lớn hơn như New Haven, Hartford, và Springfield, Massachusetts. Vì thế nó luôn đông xe cộ (đặc biệt trong giờ cao điểm), và có ít nhất 3 làn xe mỗi chiều xuyên suốt tiểu bang Connecticut trừ một đoạn ngắn trong thành phố Hartford ở nút giao thông khác mức với Xa lộ Liên tiểu bang 84. Ba thành phố cũng phục vụ như những thành phố điểm được ghi trên các biển chỉ dẫn dọc theo chiều dài xa lộ. Các biển chỉ dẫn treo phía trên ở mỗi chiều lưu thông thường có ghi một hoặc hai thành phố này.
Xa lộ bắt đầu ngay phía đông phố chính của thành phố New Haven tại điểm giao cắt với Xa lộ thu phí Connecticut Xa lộ Liên tiểu bang 95 và Xa lộ Connecticut 34. Ở phía dưới đường dẫn đến lối ra 5, Quốc lộ Hoa Kỳ 5 có điểm đầu phía nam và nút giao thông lập thể đầu tiên trong số nhiều nút giao thông lập thể của nó với xa lộ I-91. Rời thành phố New Haven, I-91 đi theo hướng đông bắc qua các khu ngoại ô của New Haven là North Haven và Wallingford trước khi đi vào thành phố Meriden. Tại Meriden, khoảng nửa đường giữa thành phố Hartford và New Haven, I-91 có nút giao thông lập thể với xa lộ nhánh phụ đầu tiên của nó là Xa lộ Liên tiểu bang 691 (2 chữ số cuối chỉ xa lộ mẹ là I-91). I-691 tạo một đường nối hướng tây đến Xa lộ Liên tiểu bang 84 và thành phố Waterbury. Rời Meriden, I-91 đi ngang Middletown ngắn ngũi trước khi đi qua Cromwell, Rocky Hill, và Wethersfield, sau cùng đi vào địa giới thành phố Hartford. Ngay phía nam Hartford, xa lộ bắt đầu trực diện chạy song song với Sông Connecticut. Tại Hartford, I-91 liên đổi đường với I-84 trước khi rời địa giới thành phố. I-91 luôn duy trì đặc tính xa lộ đô thị xuyên suốt đường đến Springfield. Nửa đường giữa hai thành phố, Lối ra 40 tạo lối thông thương trực tiếp đến Phi trường Quốc tế Bradley. I-91 chạy qua Windsor, Windsor Locks, East Windsor và Enfield (với một vài lối ra tại mỗi thị trấn) trước băng vào tiểu bang Massachusetts tại mốc dặm 58.
Lối ra cuối cùng của I-91 trong tiểu bang Connecticut là Lối ra 49, cho phép người lái xe đi hướng bắc có thể đi đến Longmeadow, Massachusetts.

### Massachusetts
Xa lộ Liên tiểu bang 91 chạy 55 dặm (89 km) qua Thung lũng Pioneer ở phía tây tiểu bang Massachusetts và đi song song với Sông Connecticut. I-91 phục vụ như một hành lang giao thông chính qua các quận của Massachusetts, nối liền các thành phố Springfield, Northampton, và Greenfield.
Tại Springfield, I-91 giao cắt với Xa lộ Liên tiểu bang 291 tại Lối ra 6, đây là một xa lộ nhánh ngắn phụ dài 5,44 dặm (8,75 km) đi về hướng đông kết nối với Xa lộ thu phí Massachusetts cho những ai đi về phía đông đến thành phố Boston hay đi về phía tây đến thành phố Albany, New York. Phía bắc Springfield, I-91 đi vào Chicopee ngắn ngủi. Tại đây nó có một nút giao thông lập thể xa lộ nhánh ngắn phụ là Xa lộ Liên tiểu bang 391 trước khi quay hướng tây để qua Sông Connecticut vào West Springfield. I-391 tạo lối trực tiếp đến trung tâm Holyoke trong khi đó I-91 tiếp tục trên bờ phía tây của con sông.
Ngay sau khi vượt sông, Lối ra 14 là một nút giao thông lập thể chính với Xa lộ thu phí Massachusetts (cũng là I-90) trước khi đi vào thành phố Holyoke ở Lối ra 15. Ngay sau lối ra 16, I-91 giảm xuống hai làn xe từ ba làn mỗi chiều cho đến ranh giới tiểu bang Vermont. Sau một đoạn ngắn không có lối ra, I-91 đi vào thành phố Northampton, đi qua Phi trường Northampton. Thị trấn Hadley và Amherst, nơi có khuôn viên chính của Đại học Massachusetts Amherst, có thể dễ dàng được kết nối từ các lối ra của I-91 tại Northampton qua ngã Xa lộ Massachusetts 9.
Tiếp tục hướng bắc, I-91 đi vào Hatfield trên đoạn đường thẳng dài khoảng 6 dặm (9,7 km). Một số lối ra tạo lối đi đến Quốc lộ Hoa Kỳ 5 và Xa lộ Massachusetts 10 tại Hatfield và Whately trước khi đi vào Deerfield. I-91 có hai lối ra tại Greenfield. Ở lối ra 26, có trung tâm thông tin du khách/trạm dừng chân/vệ sinh cho Quận Franklin. Lối ra 28 tại Bernardston là lối ra cuối cùng trong tiểu bang Massachusetts. Ngoài lối ra 28, I-91 tiếp tục khoảng 5 dặm (8,0 km) nữa trước khi đi vào tiểu bang Vermont.
Đoạn đường dài 55 dặm (89 km) của I-91 trong tiểu bang Massachusetts là đoạn duy nhất có các hộp điện thoại gắn trên xa lộ.  Các hộp điện thoại này vẫn quan trọng vì phần lớn I-91 trong tiểu bang Massachusetts là nông thôn, như như các xa lộ cao tốc khác trong tiểu bang.

### Vermont

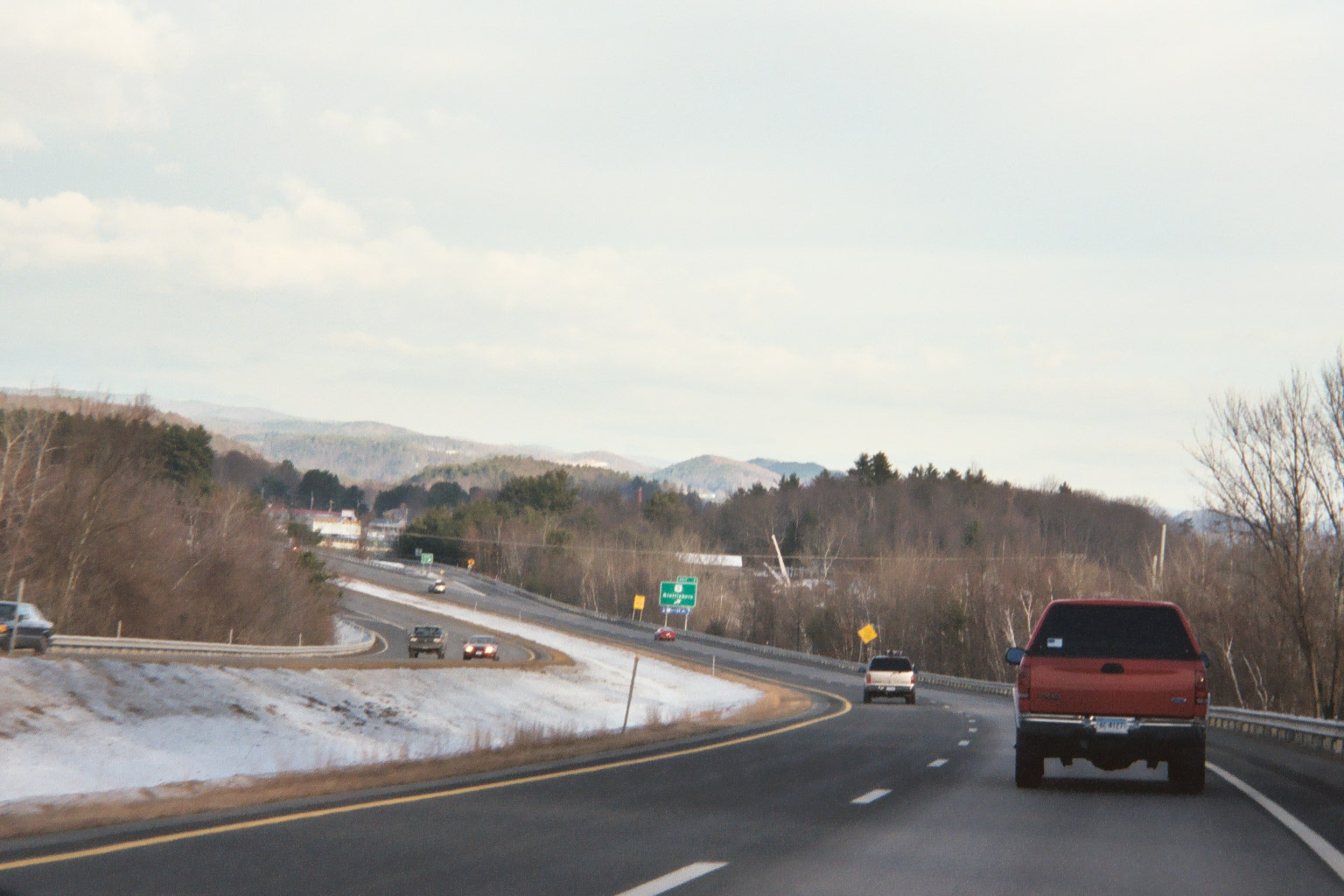
I-91 nhìn về chiều đi hướng bắc tại Lối ra 1 đi vào Brattleboro

I-91 chạy dọc theo ranh giới phía đông của tiểu bang Vermont và phục vụ như hành lang giao thông chính cho vùng phía đông tiểu bang Vermont và phía tây New Hampshire. Chiều dài của I-91 trong tiểu bang Vermont là 177 dặm (285 km), và nó có hai làn xe mỗi chiều trong toàn tuyến đường từ ranh giới Massachusetts tại Guilford đến Derby Line tại biên giới Canada với 29 nút giao thông lập thể. Các thành phố lớn được ghi trên biển chỉ đường tại tiểu bang Vermont là Brattleboro, White River Junction, St. Johnsbury, và Newport. Tại lối ra 28 trong Derby trở đi, các biển chỉ đường có ghi Canada là điểm đích đến. Trong số các điểm đích đến, chỉ có Newport là thành phố mặc dù các thị trấn khác khá lớn. Con đường của xa lộ này gần như chạy song song với Quốc lộ Hoa Kỳ 5.
I-91 đi vào tiểu bang Vermont tại thị trấn Guilford. Ba lối ra đầu tiên của chiều đi hướng bắc phục vụ thị trấn Brattleboro. Tại lối ra 1, Xa lộ Vermont 5 chiều đi hướng bắc tạo lối đến các cửa hàng và một khu vực công nghiệp nhỏ trước khi đến điểm cuối phía nam trung tâm thị trấn. Tại đây có một cây cầu bắt qua Sông Connecticut vào Hinsdale, New Hampshire. Lối ra 2/Xa lộ 9 tạo lối đến làng phía tây của thị trấn là West Brattleboro, sau đó tiếp tục đi hướng tây đến Marlboro và Bennington.
Lối ra số 2 được xem là lối ra bận rộn nhất dọc theo I-91 trong tiểu bang Vermont. Khu bán lẻ chính của Brattleboro nằm tại đây. Theo Xa lộ Vermont 9 đi hướng đông, người lái xe có thể đến Keene, New Hampshire trong 15 dặm (24 km) nữa. Sau lối ra 3, I-91 đi lên hướng bắc qua các thị trấn Dummerston, Putney, Westminster, Rockingham, Springfield, Weathersfield, Windsor, Hartland, và Hartford.
Phía bắc nút giao thông lập thể với I-89, I-91 tiếp tục đi về St. Johnsbury và đi qua các thị trấn Norwich, Thetford, Fairlee, Bradford, Newbury và Barnet trước khi đến một nút giao thông lập thể lớn kế tiếp. Các thị trấn trong tiểu bang New Hampshire nằm phía bên kia sông có thể dễ dàng đi đến đó trong đoạn đường này. Tại lối ra 19 là điểm đầu phía bắc của Xa lộ Liên tiểu bang 93. Ngay sau lối ra 19, có ba lối ra để vào St. Johnsbury gồm có một nút giao thông lập thể lớn với Quốc lộ Hoa Kỳ 2.

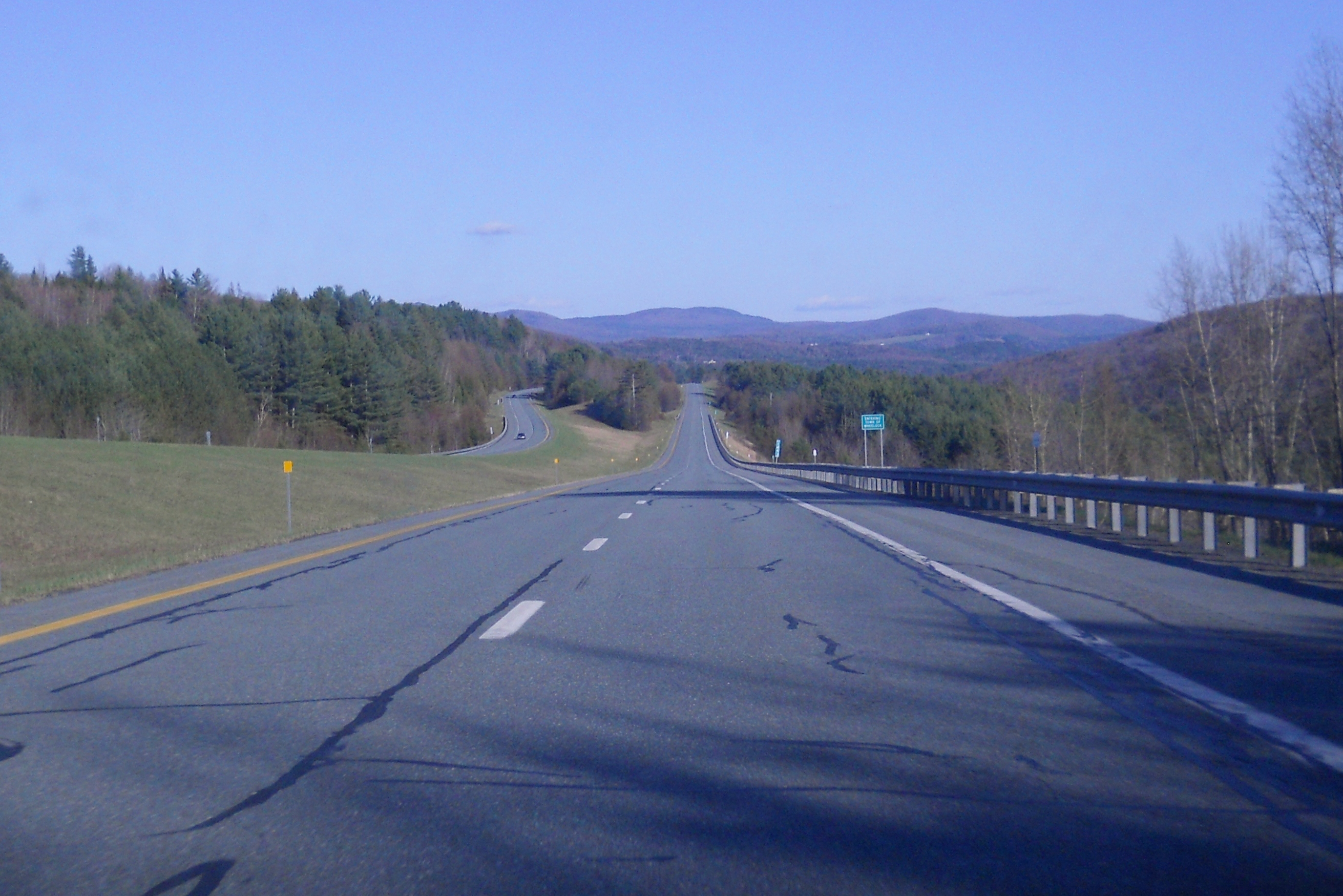
I-91 chiều đi hướng nam tại Wheelock, Vermont

Xa lộ Liên tiểu bang 91 tiếp tục đi về hướng bắc, giờ đây men theo thung lũng Sông Passumpsic. Nó đi qua vùng Northeast Kingdom của tiểu bang và thị trấn Lyndon. Hai lối ra tại Lyndon phục vụ làng Lyndonville và Cao đẳng Tiểu bang Lyndon. Sau lối ra 24, I-91 rời Xa lộ 5 là xa lộ chạy song song với nó từ ranh giới tiểu bang Massachusetts. I-91 đi theo thung lũng Miller Run,.
Xa lộ I-91 tiếp tục đi qua Sheffield. Tại đây nó đến điểm cao nhất trên con đường của nó, nằm ngay phía bắc mốc dặm 150 trên Cao nguyên Sheffield, cao khoảng 1.856 foot (566 m).
Sau khi rời cao nguyên này, nó đi vào Quận Orleans và theo thung lũng Sông Barton đi lên hướng bắc qua Barton, Orleans và Derby. Lối ra 29 là lối ra cuối cùng trên đất Hoa Kỳ sau mốc dặm 177 tại Derby Line.